# Запрудне

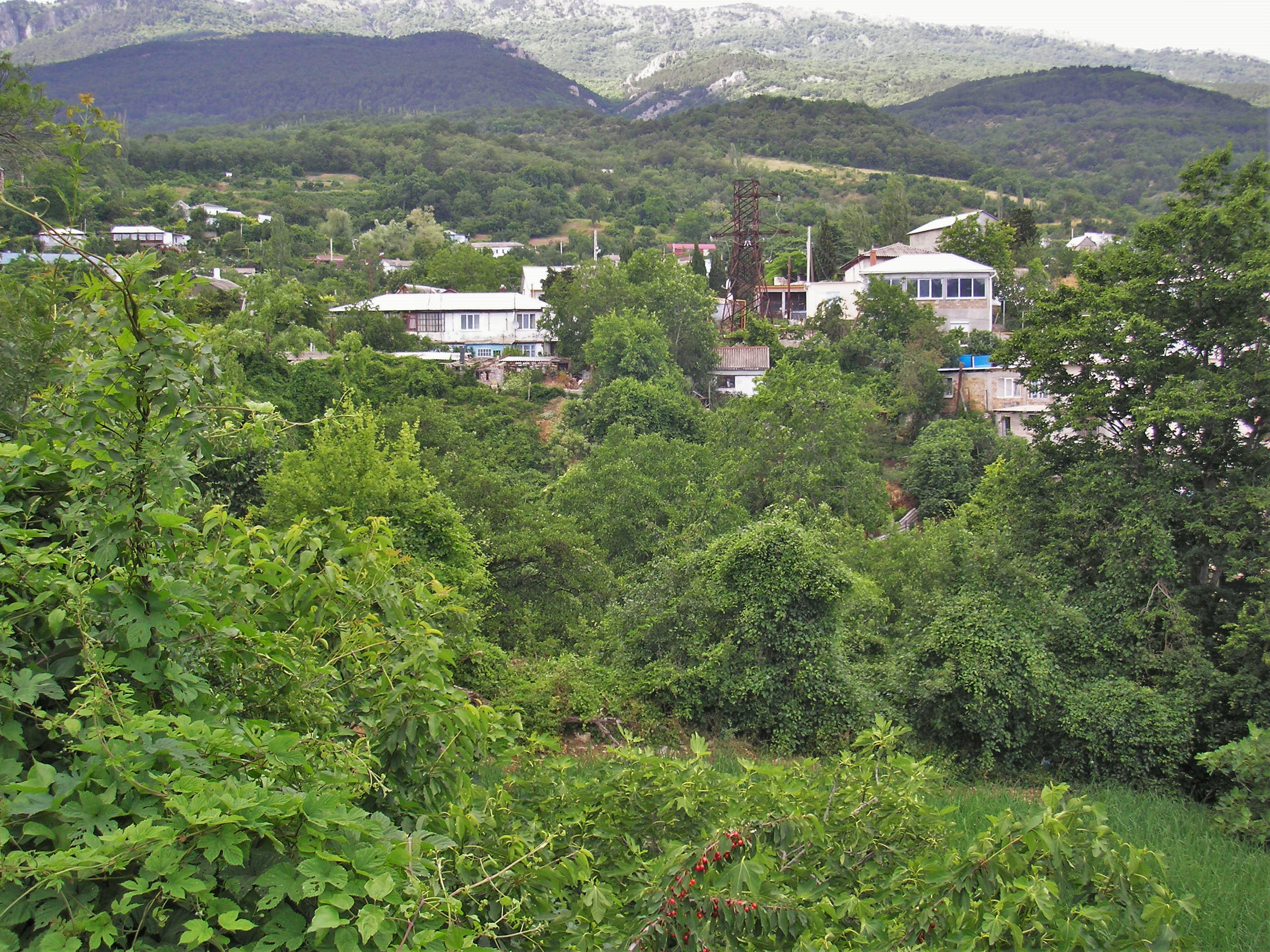

Запру́дне (до 1945 року — Деґірмєнко́й, крим. Degirmenköy) — село в Україні, у складі Ялтинського району Автономної Республіки Крим. Розташовується вище за трасу Ялта — Алушта в балках річки Аян-Узень біля підніжжя Бабуган-Яйли. Село територіально поділено на Нижнє та Верхнє.

## Населення
За даними перепису населення 2001 року, у селищі мешкала 851 особа. Мовний склад населення села був таким:
| Мова              | Число ос. | Відсоток |
| ----------------- | --------- | -------- |
| українська        | 77        | 9,05     |
| російська         | 723       | 84,96    |
| кримськотатарська | 37        | 4,35     |
| вірменська        | 6         | 0,71     |
| білоруська        | 3         | 0,35     |
| румунська         | 1         | 0,12     |

## Освіта
У селі діє загальноосвітня школа I—ІІ ступенів з російською мовою навчання. В школі навчається 34 учні. А також діє навчально-виховний комплекс-загальноосвітня школа І ступеня з російською мовою навчання, у якому навчається 43 учні.

## Історія
У Дегерменкоя багата історія: грецьке поселення Мілохорія існувало тут з XIII—XIV століть. Обидві назви означають «село з млином». На річці тривалий час працювали установки млинів, а також мала ГЕС потужністю до 35 кВт.
Дегерменкой славиться як одне з найкращих місць для зростання знаменитої солодкої ялтинської цибулі, тут навіть щорічно проводиться фестиваль цибулі.

## Туристські маршрути
Від села Запрудне по безіменній стежці можна дістатися вершини гори Зейтін-Кош на Бабуган-яйлі.

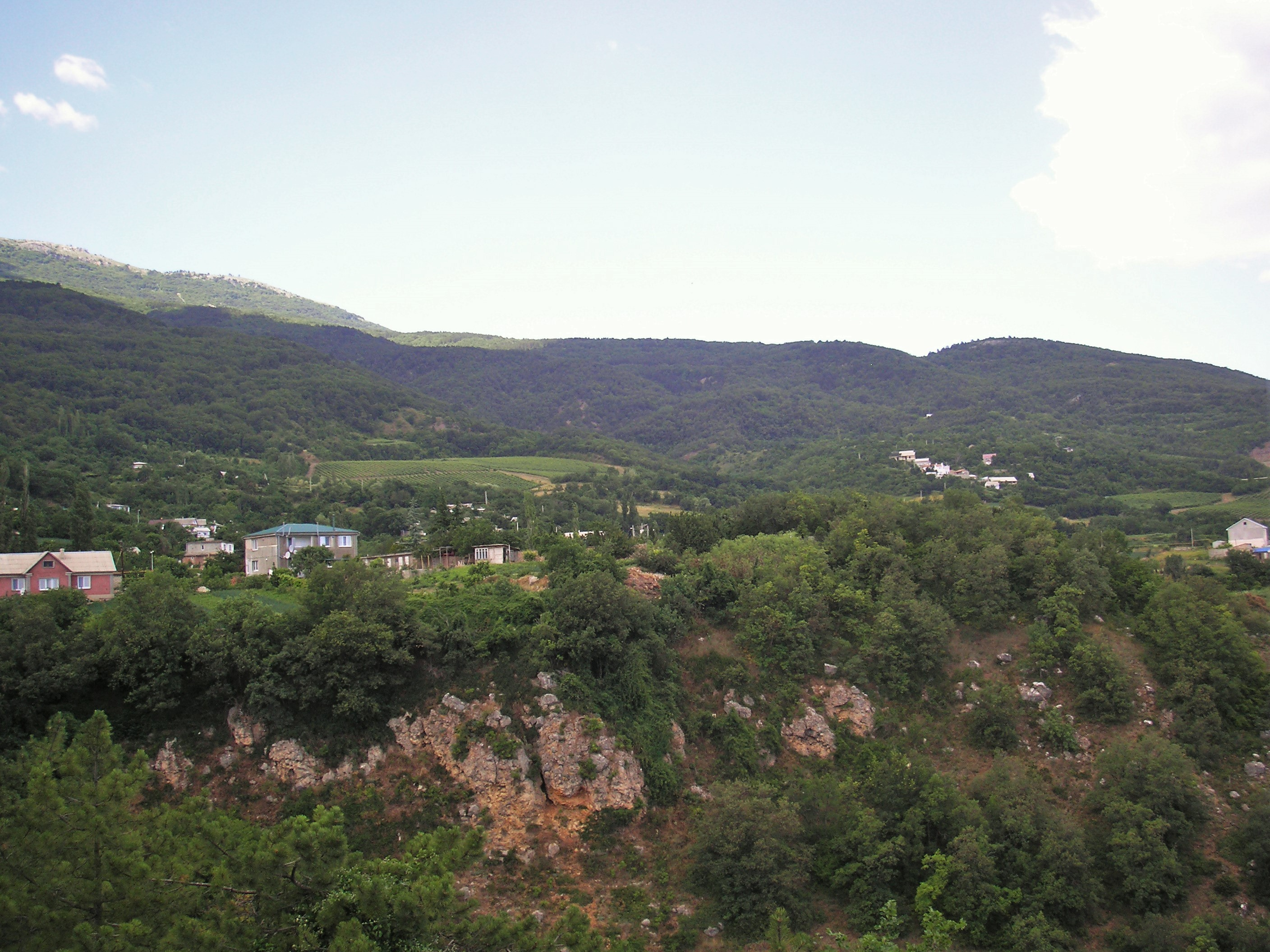
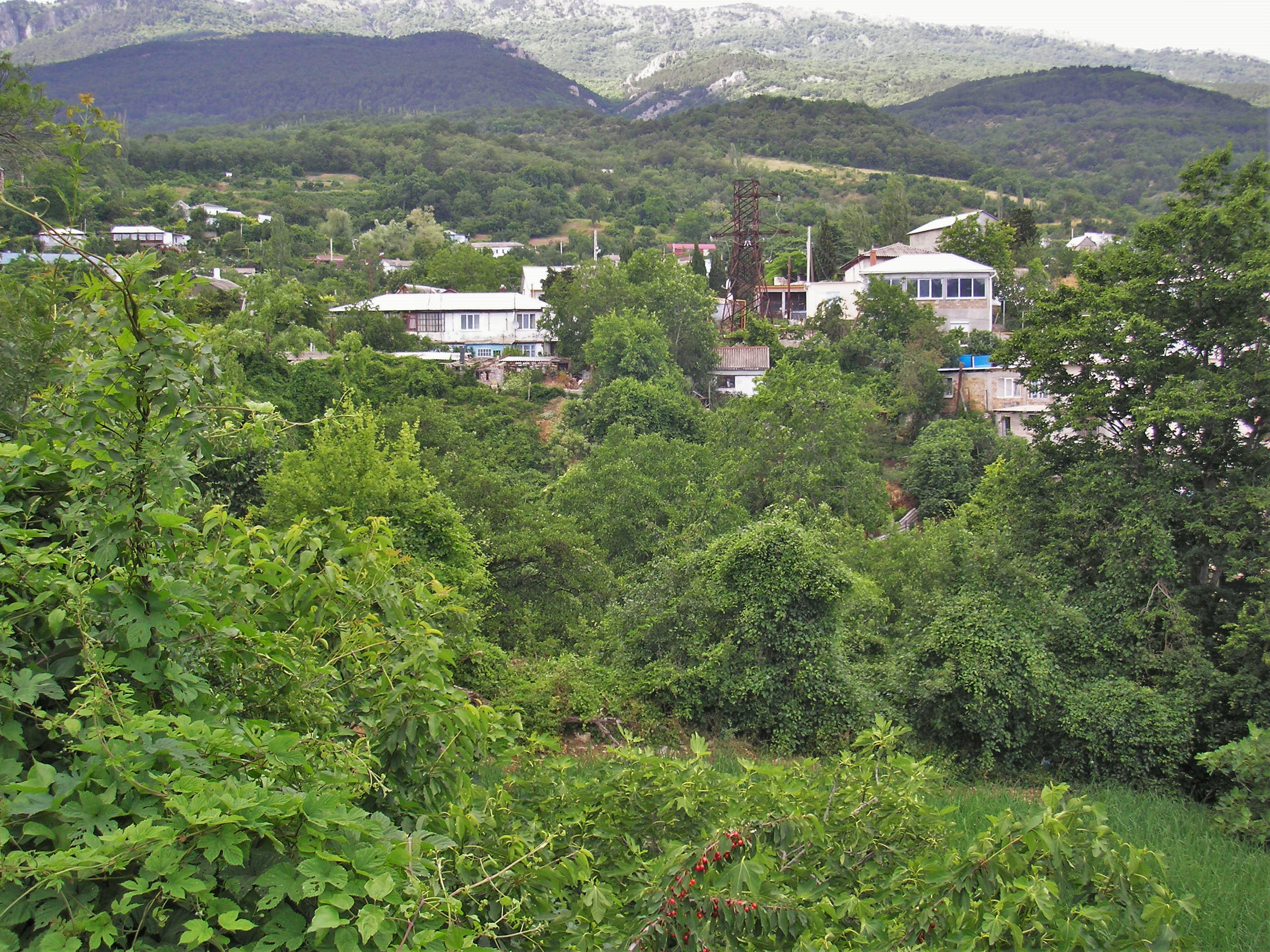
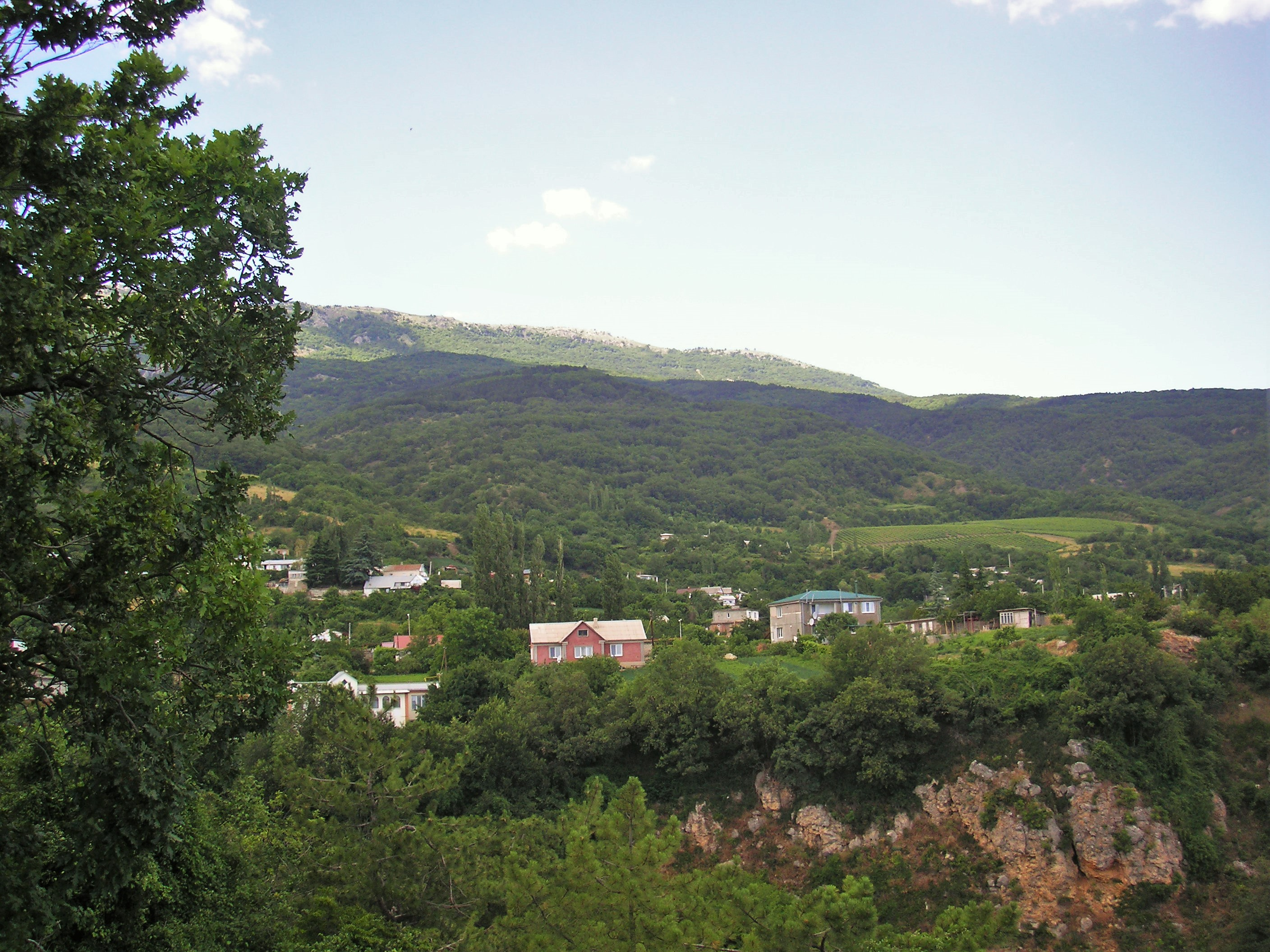
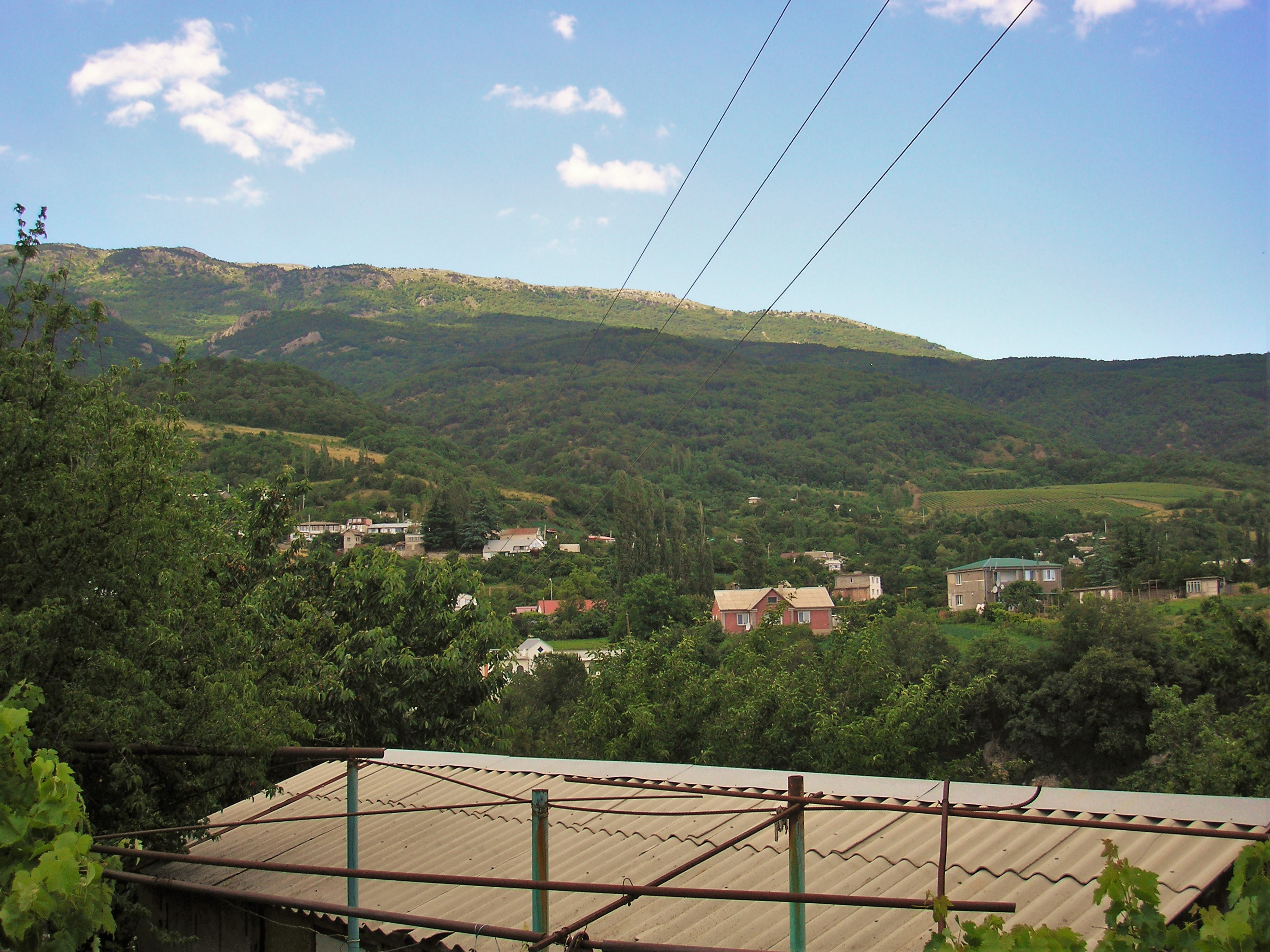